# Ulisse Dini
Ulisse Dini (Pisa, 14 de novembro de 1845 — Pisa, 28 de outubro de 1918) foi um matemático e político italiano.
Estudou na Escola Normal Superior de Pisa, onde foi discípulo de Enrico Betti. Em 1865 foi para Paris, onde estudou sob a supervisão de Charles Hermite e Joseph Bertrand. Em 1866 foi convocado pela Universidade de Pisa, onde lecionou álgebra e geodésia. Em 1871 foi o sucessor de Betti, como professor de análise e geometria. Foi reitor da Universidade de Pisa, de 1888 a 1890, e de 1908 até falecer diretor da Escola Normal Superior de Pisa.
A partir de 1871 tonou-se ativo na política, iniciando carreira como vereador. Em 1880 foi eleito deputado.